# Ptychatractus ligatus
Ptychatractus ligatus är en snäckart som först beskrevs av Jesse Wedgwood Mighels och C. B. Adams 1842.  Ptychatractus ligatus ingår i släktet Ptychatractus och familjen Turbinellidae. Inga underarter finns listade i Catalogue of Life.